# KkStB 160
Die Dampflokomotivreihe kkStB 160 war eine Güterzug-Schlepptenderlokomotivreihe der kkStB.
Da sich die Reihe 60 gut bewährte, entwickelte Karl Gölsdorf sie in eine Heißdampfvariante weiter.
Wie bei Gölsdorf üblich war die Überhitzerfläche eher bescheiden, da noch höhere Dampftemperaturen den Zukauf von teurem Schmieröl aus dem Ausland bedingt hätten.
Die anderen Abmessungen stimmten exakt mit denen der Reihe 60 überein, allerdings konnte der Dampfdruck erhöht und das Gewicht verringert werden.
Das äußere Erscheinungsbild der 160er gewann dadurch, dass Gölsdorf auf den Doppeldom mit Verbindungsrohr der Reihe 60 zugunsten eines einfachen Domes verzichtete.
Die kkStB reihte von 1909 bis 1910 46 Stück der Reihe 160 in ihren Bestand ein.
Die Maschinen wurden von der Wiener Neustädter Lokomotivfabrik und von der Böhmisch-Mährischen Maschinenfabrik geliefert.
Mit Ausnahme von fünf, die in Linz und Innsbruck stationiert wurden, kamen alle Maschinen nach Krakau, Lemberg und Stanislau.
Nach dem Ersten Weltkrieg wurde die Reihe der PKP als Reihe Ti16 und der FS als 605 zugeteilt.
1939 kam eine Maschine als 330.901 zu den MÁV.
Im Verlauf des Zweiten Weltkrieges ordnete die Reichsbahn ehemalige 160er der PKP als Reihe 54.0 ein.